# Exonukleas
Exonukleas är en grupp enzymer som avlägsnar nukleotider en efter en från änden (exo) av en DNA-sträng, en polynukleotidkedja. Detta sker genom klyvning av fosfodiesterbindningarna vid antingen 3' eller 5' änden. Enzymet är nära besläktat med endonukleas, som klyver fosfodiesterbindningen i mitten (endo) av en DNA-sträng.

## Exonukleaser i E.coli
1971 upptäckte Lehman IR exonuclease I i E.coli, sen dess har flera upptäckts: exonukleas II, III, IV, V, VI, VII och VII. Varje typ av exonukleas har en specifik funktion.